# Elio-4
L'elio-4 (42He o 4He) è un isotopo leggero e non radioattivo dell'elio.  È l'isotopo dell'elio più abbondante, costituendo il 99,99986% di tutto l'elio sulla Terra. 
Il suo nucleo è simile a una particella alfa che ha due protoni e due neutroni. Lo spin totale del nucleo è un intero, perciò è un bosone.
Il decadimento alfa è il modo di decadimento più comune a molti isotopi radioattivi ed è la maggior fonte naturale di quasi tutto l'elio-4 presente sulla Terra, oltre che un prodotto della fusione nucleare stellare.
Quando l'elio-4 è raffreddato al di sotto dei 2,17 K (−270,98 °C), diventa un superfluido, con proprietà molto diverse da quelle dei liquidi comuni. Ad esempio se l'elio-4 è tenuto in un piccolo contenitore aperto, uno strato sottile salirà lungo le sue pareti fino ad uscire.
Questo strano comportamento è il risultato della relazione di Clausius-Clapeyron e non può essere spiegato dall'attuale modello della meccanica classica né dai modelli nucleari o elettrici, ma va solo inteso come un fenomeno di meccanica quantistica.